# Dohrniphora denticulata
Dohrniphora denticulata är en tvåvingeart som beskrevs av Borgmeier 1960. Dohrniphora denticulata ingår i släktet Dohrniphora och familjen puckelflugor. Inga underarter finns listade i Catalogue of Life.